# 瑞渓院
瑞渓院（ずいけいいん）または瑞渓院殿（ずいけいいんでん、生年不詳 - 天正18年6月12日（1590年7月13日））は、戦国時代の女性で、相模国・伊豆国の戦国大名である北条氏康の正室。瑞渓院は法名で、実名は不詳である。氏康とは、はとこ同士になる。父は駿河国守護・今川氏親。母は寿桂尼。兄弟に今川氏輝・今川義元・今川彦五郎。異母兄に玄広恵探。子に男子は、夭折した長男新九郎（氏親、天用院殿）、次男で嫡子の北条氏政、三男北条氏照、四男北条氏規、五男北条氏邦。女子では今川氏真室の早川殿、足利義氏室の浄光院殿の母とされる。氏照・氏邦・早川殿・浄光院殿の母に関しては異説もある。
氏康との婚姻時期は不明だが、兄である今川氏輝の小田原への訪問記録等により、天文5年（1536年）以前の天文4年（1535年）であったと考えられている。これに対して、天文5年の氏輝の小田原訪問は彼女の婚礼に参加するためのものとする説もある。
この後、後北条氏と代替わりした今川義元との河東一乱による断交があっても実家に戻ることなく、氏康正室、嫡子生母として北条家にあった。子宝に恵まれ、嫡男氏政をその弟たちが強く支えたことで、後北条氏は更なる発展をとげることになる。
元亀2年（1571年）11月21日、北条氏康の四十九日忌をもって逆修（『北条家過去帳』）、以後「御大方様」と称される（『青木文書』）。
天正18年（1590年）6月12日、豊臣秀吉による小田原征伐の際に死去した。氏政継室の鳳翔院殿と同日であることなどから、自害の可能性を指摘されている。
法名は瑞渓院殿光室宗照大姉。

## 墓所
墓碑は小田原市栢山の如意山善栄寺。この寺は巴御前開基と伝わる寺で当時荒廃していたものを、瑞渓院が私財を投じて再興し、透源大通禅師を招請して、天文23年（1554年）に律宗だった宗派を現在の曹洞宗に改めたという縁起がある。そのため善栄寺は、瑞渓院を中興開基としている。